# Pjotr Nikititsch Tkatschow

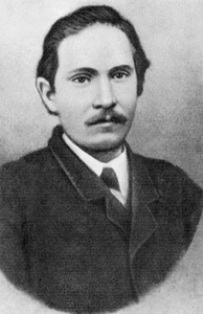

Pjotr Nikititsch Tkatschow (auch: Tkatschew; russisch Пётр Ники́тич Ткачёв, wiss. Transliteration Pëtr Nikitič Tkačëv; * 11. Juli 1844 in Siwzowo bei Welikije Luki; † 4. Januar 1886 in Paris) war ein russischer Theoretiker des Terrorismus.

## Biografie
Pjotr Tkatschow wurde 1840 in einer verarmten Familie des niedrigen Adels geboren. Im August 1861 immatrikulierte er sich an der Petersburger Universität im Fach Rechtswissenschaft und beteiligte sich dort intensiv an den studentischen Unruhen. Am 12. Oktober 1861 wurde er verhaftet und verbrachte zwei Monate in der Festung Kronstadt, was zu einer Stärkung seiner militanten Stimmung führte. Mitte 1862 wurde er ein zweites Mal verhaftet, nachdem man bei einem ehemaligen Mithäftling von ihm, Leonid Olischewski, Papiere von Tkatschow fand, in denen er forderte, den Zaren sofort zu beseitigen. Durch eine gute Verteidigung erreichte er, dass er lediglich zu drei Monaten Festungshaft verurteilt wurde. Nach Verbüßung der Haft ging er aufs Land, um sich dort auf sein juristisches Examen vorzubereiten, das er 1867 oder Anfang 1868 mit Auszeichnung bestand, worauf er den Titel Kandidat der Rechte erhielt.
Seit 1862 schrieb Tkatschow für verschiedene Zeitschriften. Seine ersten Artikel waren keineswegs radikal, sondern befassten sich mit juristischen Fragen und Buchbesprechungen. Nachdem er 1865 mit den Schriften von Karl Marx in Berührung kam, verschrieb er sich dem historischen Materialismus. Im gleichen Jahr wurde er Mitarbeiter der radikalen Zeitschrift Russkoe Slowo (Das Russische Wort) und entwickelte sich durch diese Tätigkeit zu einem konsequenten Revolutionär. Nachdem die Zeitschrift 1866 geschlossen worden war, gab Tkatschow die Zeitschrift Lutsch (Der Lichtstrahl) heraus und wurde Mitarbeiter des Delo (Die Sache). 1869 wurde er wegen seiner publizistischen Tätigkeit erneut für kurze Zeit verhaftet. Von 1868 bis 1869 stand er zusammen mit Sergei Netschajew an der Spitze des revolutionären Flügels der Petersburger Studenten. Wegen dieser Tätigkeit wurde er erneut verhaftet und nach einer zweijährigen Untersuchungshaft am 15. Juli 1871 zu 16 Monaten Gefängnis und anschließender Verbannung nach Sibirien verurteilt, was jedoch zu einer Verbannung in seinen Heimatort abgemildert wurde. Bis Dezember 1873 lebte Netschajew auf dem Gut seiner Eltern.
Von 1873 bis 1880 lebte Tkatschow in der Schweiz und war in Genf Herausgeber der Zeitschrift Nabat (Die Sturmglocke) mit blanquistisch-terroristischer Ausrichtung. Eine Mitarbeit an der gemäßigteren Zeitschrift Wperjod (Vorwärts) hatte ihm Pjotr Lawrow verweigert.
Anfang 1880 plante Tkatschow, die Druckerei von Nabat nach Russland zu verlegen, doch das Unternehmen schlug fehl. Er siedelte im gleichen Jahr nach Paris über und arbeitete dort für die Zeitschrift Ni Dieu, ni maitre von Auguste Blanqui. Seit 1882 zeigten sich bei ihm Symptome einer Geisteskrankheit, die dazu führte, dass er seine letzte Lebenszeit zunehmend in einem Zustand des Dahindämmerns verbrachte. Am 4. Januar 1886 starb Pjotr Tkatschow im Alter von 42 Jahren in einem Pariser Krankenhaus.
Die Schriftstellerin Alexandra Annenskaja war Tkatschows älteste Schwester, während die Schriftstellerin Tatjana Bogdanowitsch eine Nichte war.

## Werke
- Isbrannyje sotschinenija w 6 t. Moskau, 1932–37. (russisch)
- Sotschinenija w 2 t. Moskau, Mysl, 1975–76. (russisch)
- Isbrannyje literaturno-krititscheskije stati. Moskau, Leningrad, 1928. (russisch)
- Anarchija mysli. London, 1879. (russisch)